# Michaïl Rjoemin
Michaïl Dimitrievitsj Rjoemin (Russisch: Михаил Дмитриевич Рюмин) (1 september 1913 - Moskou, 22 juli 1954) was een prominent lid van de NKGB - MGB; kolonel en vice-minister van Staatsveiligheid van de Sovjet-Unie van 19 oktober 1951 - 13 november 1952. Hij speelde een rol in de zaak van de vermoorde dichters en waarschijnlijk de hoofdrol in het zogenoemde dokterscomplot. Na de dood van Jozef Stalin werd hij berecht, ter dood veroordeeld en geëxecuteerd. Onderzoek wees uit dat zijn beschuldigingen tegen de dichters en artsen geen grond hadden, de betrokkenen in deze zaken werden volledig gerehabiliteerd (Pravda, 8 juli 1954).

## Afkomst
Michaïl Rjoemin werd geboren in een welgestelde boerenfamilie in het dorp Groot-Kabanië, district Sjadrinsk in het vroegere gouvernement Perm, tegenwoordig in de oblast Koergan. Hij had een broer en een zus; zijn schoonvader vocht in het Witte leger onder admiraal Koltsjak. In 1943 werd hij lid van de Communistische Partij van de Sovjet-Unie.

## Opleiding en werk
In 1929 voltooide hij de 8-jarige middelbare school in Sjadrinsk.
Vanaf mei 1929 tot februari 1931 werkte hij als boekhouder bij de collectieve boerderij "Oedarnik" in zijn geboortedorp.
Van februari 1931 tot juni 1931 was hij accountant-instructeur bij het Regionaal Gezondheidscentrum van Kaban.
Vanaf juni 1931 volgde hij een cursus in Sjadrinsk, na beëindiging ervan in september 1931 werkte hij als accountant en communicatie-instructeur in de Oblast Oeral tot juni 1933; volgde daarbij in 1931-1932 cursussen aan de Lenin-Universiteit van Sverdlovsk.
Van september 1934 tot maart 1935 volgde hij cursussen aan de "Unie van Archieven" maar voltooide ze niet.
Van mei 1934 tot september 1935 werkte hij als hoofdaccountant van de afdeling Communicatie van de oblast Sverdlovsk.
In september 1935 werd hij opgeroepen voor het leger en kreeg een staffunctie bij het Militaire district van de Oeral als accountant en econoom.
Na zijn diensttijd werd hij in september 1937 controller van de financiële sector van de Centrale Administratie van het transport over rivieren.
Van september 1938 tot juni 1941 was hij hoofd van de afdeling planning en financiën van het Moskou-Wolgakanaal.
Na het uitbreken van de Grote Patriottische Oorlog ging hij werken bij de NKVD, het Volkscommissariaat voor Binnenlandse Zaken dat onder andere belast was met de opsporing van "vijanden".

## Bij de NKVD en MGB
Hij studeerde aan de Hogeschool van de NKVD tot september 1941, en werd daarna senior-onderzoeker van de NKVD in Archangelsk. Van mei 1943 tot januari 1944 was hij plaatsvervangend hoofd, daarna tot december 1944 hoofd van de SMERSJ (contraspionagedienst) aldaar. Tot maart 1945 was hij hoofd van de SMERSJ van het militaire district van de Witte zee.
Daarna werd hij overgeplaatst naar het centrale apparaat van de SMERSJ in Moskou en bekleedde daar de volgende posten:
- hoofdonderzoeker van de 1e afdeling, 6e departement, van maart 1945 tot mei 1946;
- plaatsvervangend hoofd van het 3e hoofddirectoraat van de MGB (ministerie voor Staatsveiligheid), van mei 1946 tot september 1949;
- hoofdonderzoeker van de eenheid voor bijzonder belangrijke gevallen van de MGB, van september 1949 tot juli 1951.

Rjoemin werd een "bloederige dwerg" genoemd omdat hij verdachten sloeg en martelde. In 1948 verkreeg hij daarmee materiaal voor de arrestatie van maarschalk Zjoekov.
Begin 1949 stond de ondervraging van Boris Sjimeliovitsj, lid van het Joods Anti-fascistisch Comité, onder zijn supervisie. Bij de ondervraging van hem en de andere leden van het JAC werd geweld toegepast. Rjoemin heeft een aandeel gehad in de afloop van deze zaak in de nacht van de vermoorde dichters.
Hij kwam in beeld dankzij de dokterszaak.

## De dokterszaak
Dit betrof het plotseling overlijden van twee leden van het Politbureau, Aleksandr Sjtsjerbakov en hard-liner Andrej Zjdanov wat de schuld zou zijn van hun behandelende artsen. Sjtsjerbakov overleed in mei 1945, 43 jaar oud en Zjdanov in augustus 1948 op de leeftijd van 52 jaar. Nikolaj Mesjatsev voerde in 1953 een audit uit op de onderzoeksresultaten van de dokterskwestie en ontdekte dat deze zaak op initiatief van Rjoemin was vervaardigd. In een interview met de krant Sovjetskaja Rossija zei hij:

Als initiatiefnemer in de dokterszaak dient als voornaamste persoon Rjoemin, bekend als een notoire carrièrejager, te worden beschouwd. Anderen denken dat de impuls voor het ontstaan ervan afkomstig was van Stalins vermoeden dat de dood van Sjtsjerbakov en Zjdanov de schuld was van hun dokters. De MGB besloot om het vermoeden van de leider te bevestigen. Er komt (in 1952) een verklaring uit 1948 boven water van een medewerker van het Kremlin-ziekenhuis Lydia F. Timasjoek, die belastend is voor enkele artsen. Er wordt een onderzoekscommissie samengesteld, waarvan Rjoemin het hoofd wordt.

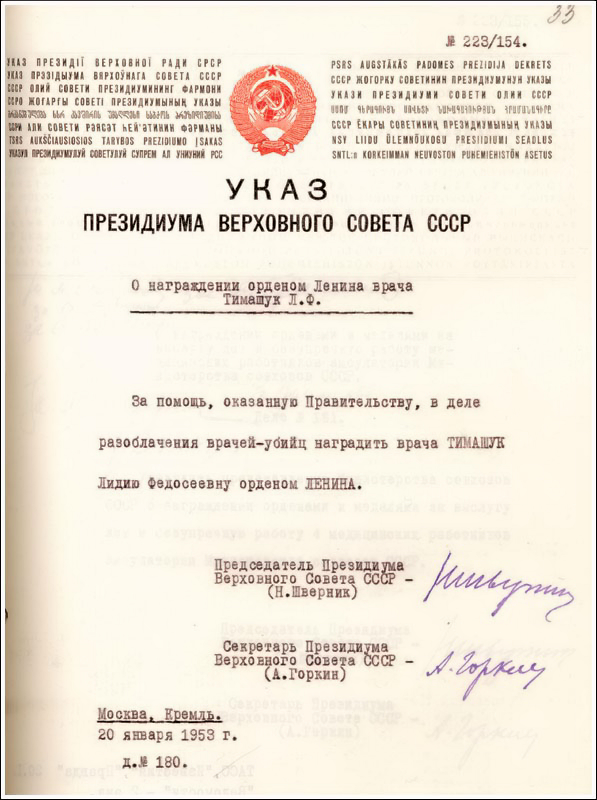
20 januari 1953. Sovjet oekaze waarbij Lydia Timasjoek de Leninorde wordt toegekend voor "het ontmaskeren van dokters-killers." Werd herroepen na de dood van Stalin later dat jaar.

Het is niet bekend of het dokterscomplot een idee van Rjoemin was, of dat Stalin hem daarop bracht. Voor Georgi Malenkov en Lavrenti Beria, naaste medewerkers direct onder Stalin, gold volgens Medvedev dat ze geen fysieke liquidatie van Zjdanov nodig hadden. Voor hen zou het risico van het creëren van een samenzwering met een artsenteam te groot zijn. Zjdanov was in juli 1948 vertrokken voor vakantie, met weinig hoop op herstel, en dus al behoorlijk uit beeld.

##### Arrestatie Etinger
De (joodse) arts Jakov G. Etinger werd gearresteerd door toedoen van Itzik Fefer, die zelf vastzat in de zaak van het Joods Anti-fascistisch Comité. Tussen november 1950 en januari 1951 werd Etinger 37 keer ondervraagd. Rjoemin kreeg van minister Abakoemov de aanwijzing om het bij deze bejaarde man rustiger aan te doen. Desondanks deed Rjoemin nogmaals een dergelijk aantal ondervragingen; Etinger overleed in gevangenschap op 2 maart 1951. Rjoemin kreeg een reprimande. Uit vrees voor erger liet hij op 2 juli 1951 een brief aan Stalin sturen, geschreven door D.N. Soechanov (assistent van Malenkov, de 2e man na Stalin).

##### Abakoemov terzijde geschoven
In deze brief beschuldigde hij Viktor Abakoemov, minister van Staatsveiligheid van de USSR (1946-1951), van het verbergen van informatie over de dood van de secretaris van het Centraal Comité А. С. Sjtsjerbakov. Tevens meldde hij dat Abakoemov het onderzoek naar de gearresteerde professor Jakov G. Etinger zou hebben belemmerd. Volgens Lustiger zou Etinger aan Abakoemov hebben bekend dat hij met opzet onjuiste behandeling had toegepast bij hooggeplaatsten en dat Abakoemov daarom Etinger had vermoord. Ook schreef Rjoemin dat Abakoemov betrokken was bij een plan andere partijleiders te vermoorden met behulp van Kremlindoktoren.
Het Politbureau nam de conclusies van Rjoemin over en besloot om Abakoemov uit zijn functie te verwijderen en zijn zaak voor de rechtbank te brengen. Op 12 juli werd Abakoemov gearresteerd, de voormalig minister kwam in de gevangenis Lefortovo. Zijn vrouw met een zoon van 4 maanden oud verbleven daar samen met hem. Een dag later werd de top van het onderzoeksgedeelte van de MGB, Leonov en zijn plaatsvervangers Lichatsjev en Schwartzman (Sjvartsman), verder Belkin, Palkin en Oetetsjin gearresteerd. Later dat jaar werden nog tientallen medewerkers van de MGB gearresteerd. De volgende dag kwam er een geheime brief van het Centraal Comité van de Communistische Partij "Over de onbevredigende situatie bij het Ministerie van Staatsveiligheid".

##### Promotie en demotie van Rjoemin
De aanval naar voren van Rjoemin had eerst succes. Op 10 juli 1951 werd hij door Stalin benoemd tot plaatsvervangend hoofd en vanaf 19 oktober tot hoofd van de onderzoekscommissie voor belangrijke gevallen van de MGB. Tegelijkertijd werd hij op 19 oktober benoemd tot vice-minister van het Ministerie van Staatsveiligheid en lid van het Collegium van de MGB. Het ambt van minister van Staatsveiligheid werd van augustus 1951 tot maart 1953 bekleed door S.D. Ignatjev. In augustus 1952 kwam de vier jaar oude verklaring van Timasjoek boven water. Rjoemin nam de verdere behandeling van de dokterszaak ter hand. Vanaf september 1952 werden een aantal Joodse artsen gearresteerd. Een van hen was M.S. Vovsi, een neef van Solomon Michoëls. Het feest van Rjoemin was echter van korte duur. Er was op zijn minst enig bewijs nodig van kwaadwillige bedoelingen van Kremlin-artsen tegen hoge patiënten. Stalin was niet tevreden met het 'bewijs' dat Rjoemin verzamelde.
Bij beslissing van de ministerraad van de USSR van 13 november 1952 werd Rjoemin van deze zaak gehaald, kennelijk omdat Stalin besloten had dat hij niet competent genoeg was. Hij moest ook de MGB verlaten; dit alles wegens gebrek aan vorderingen en het niet onderbouwen van de "Abakoemov-zaak" en de "dokterszaak". Er is echter geen documentatiemateriaal van het ontslag van Rjoemin. De interpretatie van historicus Kostirtsjenko is dat Beria erop stond Rjoemin uit de MGB te gooien, omdat hij ontevreden was over diens acties in een Georgische kwestie.
Op 14 november 1952 werd Rjoemin benoemd tot senior controller van het ministerie van Staatscontrole, onderdeel van het ministerie van Financiën, waarmee hij zijn vroegere beroep van accountant weer opnam. Hij kreeg tot januari 1953 nog salaris van de MGB, begon zijn nieuwe betrekking als hoofd van de regionale financiële afdeling van Novosibirsk pas op 2 februari. Zijn onderzoek in de dokterszaak werd voortgezet door Sergei A. Goglidze die ook vice-minister onder Ignatjev werd. Goglidze was een naaste medewerker van Beria.
Stalin geeft op 15 december 1952 blijk van ontevredenheid over het werk van de MGB en Ignatjev. De problemen waren:
- Er ontbrak een duidelijk beeld van een verondersteld Joods complot;
- Afdoende bewijs van schuld door Joodse artsen is er niet;
- Er zijn valse verklaringen van gearresteerden door fysieke onderzoeksmethoden;
- Bekend zijn slechts negen namen, waarvan twee al overleden; de anderen zijn gearresteerd in 1952.[10]

Hierna werden nog meer artsen gearresteerd.

##### Perspublicatie
Op 13 januari 1953 verscheen een publicatie over de zaak in de Pravda.
Dit artikel was belastend voor de artsen wat betreft de dood van Sjtsjerbakov en Zjdanov; ook werd bekendgemaakt dat er plannen waren voor de uitschakeling van 5 hoge militairen om "de verdediging van het land te verzwakken". Het artikel was in een antisemitische geest, de meeste artsen waren Joods; ze zouden richtlijnen gekregen hebben van buitenlandse inlichtingendiensten. Een week later kreeg Timasjoek de Leninorde voor het aan de kaak stellen van de zaak in 1948.
In februari volgden meer arrestaties, meest Joodse artsen en hun familie.
Vreemd is dat de publicatie leek voor te bereiden op een open rechtszaak binnen afzienbare tijd, terwijl de arrestaties en het onderzoek net waren begonnen.
De rechtszaak zou moeten plaatsvinden van 5-7 maart en de executies op 11-12 maart 1953. Voor het zover was overleed Stalin op 5 maart 1953.

##### Stopzetting onderzoek
- De ondervragingen van de artsen gingen door tot in de 2e helft van maart 1953. Het onderzoek werd stopgezet op 28 of 29 maart.
- Beria en Malenkov hadden Stalin de schuld kunnen geven van het vastlopen van de zaak. Dat werd door hen te riskant geacht, ze waren er te veel bij betrokken en het zou henzelf in diskrediet brengen. Vooral Beria was voorstander van een snelle beëindiging van de zaak en vrijlating van gearresteerden.[16]
- Als schuldige werd op 17 maart 1953 Rjoemin gearresteerd. Het was een "provocerende fictie van Rjoemin" voor carrièredoeleinden. De schuld werd bij de gehele leiding van de MGB gelegd.
- Beria en Malenkov stuurden op 1 april 1953 een bericht naar het presidium over de noodzaak tot rehabilitatie.
- Op 4 april 1953 verscheen het bericht in de pers dat: 15 personen ten onrechte waren gearresteerd en verklaringen zijn verkregen door onaanvaardbare en verboden onderzoektechnieken. Allen werden gerehabiliteerd, in totaal werden 37 personen vrijgelaten.[17] De Leninorde werd Timasjoek weer ontnomen.

De dokterszaak zou de voorbode zijn geweest van een plan tot totale deportatie van Sovjet-joden naar Siberië. Er zijn geen bewijzen gevonden van dergelijke intenties van Stalin. Volgens Lustiger en Kostirtsjenko moet dit worden beschouwd als een gerucht, tot het tegendeel wordt aangetoond.

## Arrestatie en veroordeling
Bijna twee weken na de dood van Stalin werd Rjoemin gearresteerd. Dit gebeurde op bevel van Beria, die persoonlijk geïnteresseerd was in het feit dat de dokterszaak zich niet ontwikkelde.
Hij werd vastgehouden in de gevangenis van Lefortovo. Tijdens de ondervragingen ontkende hij beschuldigingen van vijandelijke activiteiten, waarbij hij bereid was bepaalde fouten toe te geven. Uitte de wens om te werken in een functie waarbij de partij zal regisseren. Tweemaal praatte hij met Beria. De eerste keer stelde hij Rjoemin gerust dat hij gratie kon krijgen "als hij zijn innerlijke zelf volledig openbaarde". Op 28 maart eindigde het tweede gesprek na 25 minuten met de zin: "Ik zal je niet opnieuw zien, we liquideren je". Hierna begon Rjoemin te beweren dat de zaak tegen hem werd geschapen door "vijanden van het volk".
In juni 1953 schreef Beria een brief aan het presidium van de Communistische Partij. Hij gaf aan dat Rjoemin de plot had opgezet om zich te redden na de dood van Etinger, die door hem werd ondervraagd.
De zoon van Etinger legt meer verantwoordelijkheid bij Stalin en zijn directe medewerkers. Dezen zouden in Rjoemin een gemakkelijk beschikbare zondebok hebben gezien.
Van 2 tot 7 juli 1954 kwam de zaak voor het Militair Collegium van het Hooggerechtshof van de Sovjet-Unie. Het ging om een misdaad tegen Art. 58 lid 7 van het Wetboek van Strafrecht (sabotage). In het gerechtelijk onderzoek werd vastgesteld dat Rjoemin tijdens zijn werk als senior onderzoeker en vervolgens als hoofd van de onderzoekscommissie voor belangrijke zaken van het voormalig Ministerie van Staatsveiligheid, carrièregericht en avontuurlijk de weg is gegaan van vervalsing van onderzoeksresultaten. Op basis daarvan werden zaken gecreëerd en willekeurige arrestaties gedaan van Sovjetburgers met inbegrip van prominenten uit de geneeskunde. Rjoemin paste methoden van onderzoek toe die zijn verboden door de Sovjetwet.
Voor de rechters trok Rjoemin zijn getuigenis in omdat hij zegt dat deze wegens 40 dagen durende martelingen tot stand is gekomen. Ook diende hij een verzoekschrift in dat er opnieuw onderzoek zal plaatsvinden en dat hij wordt berecht krachtens Art. 193 lid 17a. Dit betreft overmacht en verwijtbare nalatigheid, waarvoor de maximale straf veel lager is. Het verzoek werd niet gehonoreerd.
Op 7 juli 1954 werd Rjoemin door het Hooggerechtshof veroordeeld tot de doodstraf met verbeurdverklaring van eigendom. Hij werd doodgeschoten op 22 juli 1954 en later niet gerehabiliteerd.